# HNI Corporation
HNI Corporation (NYSE: HNI) er en amerikansk møbelproducent, der er specialiseret i kontormøbler. Virksomheden blev etableret i 1944 af C. Maxwell Stanley, Clem Hanson og H. Wood Miller. 
HNI's kontormøbelmærker inkluderer The HON Company, Allsteel, Gunlocke, Maxon, HBF, OFM og Lamex.